# Chrysler 300 non lettrée
 (août 2020).
Pour les articles homonymes, voir les voitures des années 1950 et 1960 Chrysler 300 (lettrées), le modèle de 1999 à 2004 Chrysler 300M, les modèles modernes de 2005 et ultérieurs Chrysler 300..
La Chrysler 300 (Chrysler 300 non lettrée) est une automobile full-size produite par Chrysler de 1962 à 1971. Il s'agit de la remplaçante de la Chrysler Windsor de 1961, qui remplaçait elle-même la Chrysler Saratoga, auparavant dans la gamme Chrysler de l'année précédente (1960). À l'époque, elle était considérée comme une « muscle car » de luxe, avec toutes les performances des produits Dodge et Plymouth, mais avec les caractéristiques de luxe attendues de la marque Chrysler.
La 300 était positionnée en tant qu'interprétation moins chère de la Chrysler 300 (lettrées) ainsi qu'étant une variante sportive d'une voiture full-size, ajoutant une version à toit rigide 4 portes et fonctionnant à côté de ce modèle jusqu'à son arrêt en 1966. Elle est devenue le seul modèle de 300 jusqu'en 1971, date à laquelle la production s'est terminée. Le nom 300 est revenu dans la gamme Chrysler en 1979 en tant que finition optionnelle sur le coupé Chrysler Cordoba.

## 1962-1964

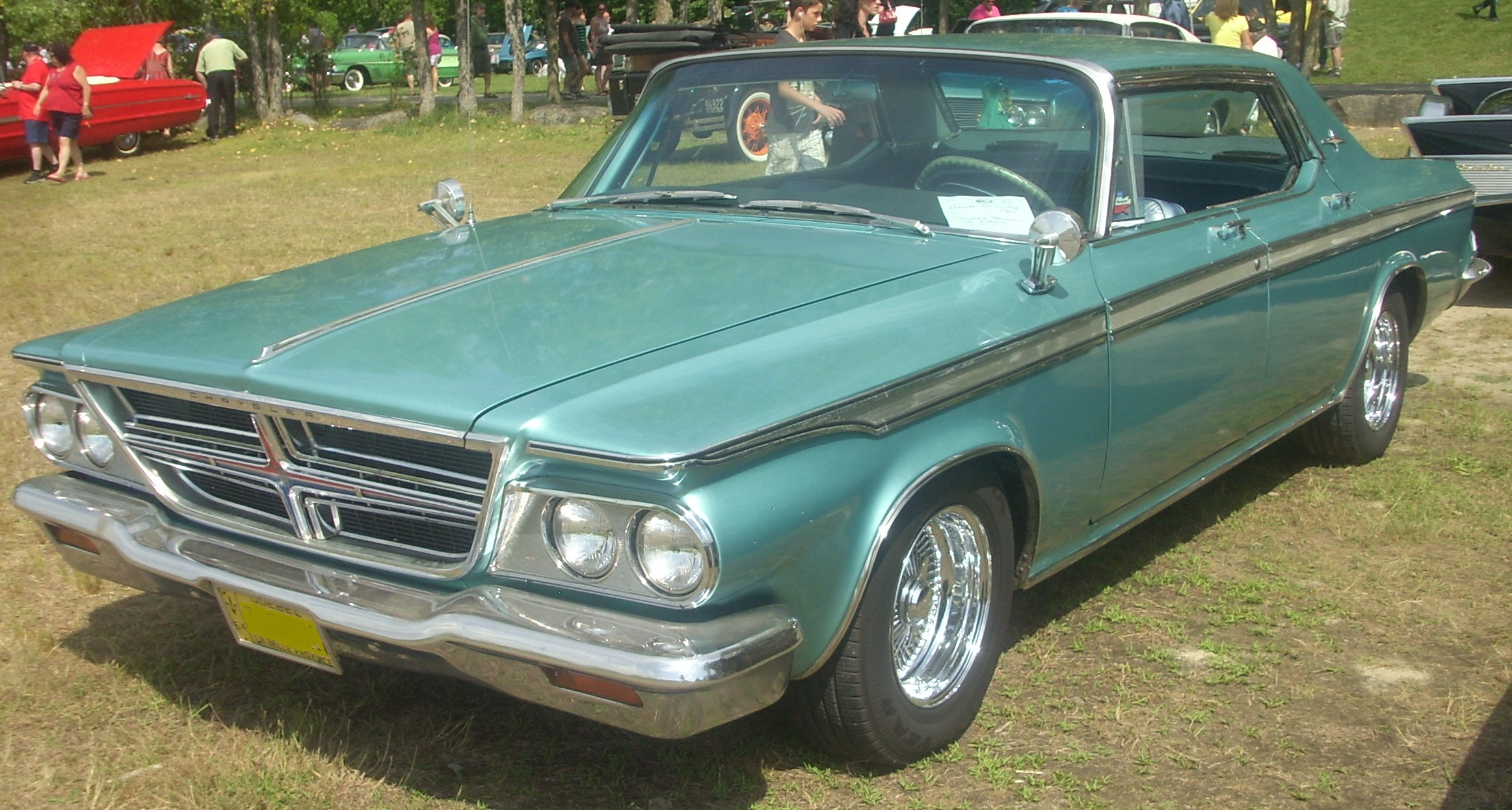
Chrysler Saratoga 300 de 1964, photographiée à Laval (Québec, Canada) à l'Auto Classique de Laval en 2010.

La série non lettrée a été introduite en 1962 ; elle a élargi la série lettrée avec un toit rigide à 4 portes, ajoutant un moteur V8 383 au choix (les voitures lettrées avaient un moteur V8 413 en standard).
Pour le marché canadien, une Chrysler Saratoga similaire était proposée à la place, également en tant que berline 4 portes, nommée Chrysler Saratoga 300 de 1964 et portant une garniture similaire.

## 1965-1968
En 1966, la Chrysler 300 lettrées a été abandonnée, le moteur V8 440 a remplacé le V8 413 et il y a eu un léger lifting.
1967 a apporté des métamorphoses qui ont considérablement changé le style avant et arrière. La berline 4 portes a été abandonnée de la gamme (laissant le toit rigide 4 portes), le moteur V8 440 est devenu standard et uniquement disponible en deux versions: base et TNT plus puissant. Le lifting de 1968 a apporté des phares dissimulés qui étaient la marque de fabrique de la 300 jusqu'en 1971.

## 1969-1971
1969 était la première année pour le style Fuselage, il y avait deux options de moteur; 440 et 440 TNT,.
Pour 1970, s'inspirant d'Oldsmobile, une Hurst 300 a été offerte en Spinnaker White garni d'un intérieur en cuir Satin Tan (volé à l'Impérial), propulsé par un V8 TNT de 380 ch (280 kW) et 7,2 l, en édition limitée à 485. Le seul cabriolet construit utilisait l'intérieur blanc de la Chrysler 300 standard.
En 1971, le cabriolet n'était plus offert, car Chrysler a interrompu la production de cabriolets sur toute sa gamme en 1971.

## 1979
Le nom 300 est revenu dans la gamme Chrysler au printemps 1979 ; cette fois basée sur le coupé Cordoba. La 300 était une finition optionnelle de 2 040 $ comportant des emblèmes spéciaux et la calandre en « croix » traditionnelle de la 300. Elle était disponible en Spinnaker White (peut-être que 30 ont été peintes en Rallye Red) avec un intérieur en cuir rouge et des rayures rouges. Le modèle est venu avec le moteur V8 code E58 de 198 ch (145 kW) et 5,9 L, avec un carburateur quatre corps, un arbre à cames de performance et deux échappements. Les autres caractéristiques comprenaient une suspension conforme aux spécifications de la police avec des roues de 15" × 7", des barres de torsion / ressorts à lames / amortisseurs robustes, des barres stabilisatrices avant et arrière et un rapport de démultiplication arrière de 3,23. La détérioration des conditions économiques des États-Unis qui a conduit à la récession du début des années 1980 s'est traduite par une faible demande et moins de 2900 modèles ont été construits. Le modèle 300 était prévu pour l'année modèle 1980 sur la base de la nouvelle Cordoba de 2e génération (basée sur la plate-forme J réduite de Chrysler), mais a été appelé « LS » à la place.